# 吉爾斯·安東尼·阿豐巴
吉爾斯·安東尼·阿豐巴（英語：Gilles Anthony Afoumba，1996年6月14日—）是剛果共和國男子田徑運動員。
阿豐巴代表剛果共和國參加2020年夏季奧林匹克運動會男子400公尺賽事，結果在小組預賽排名第6無緣晉級。